# Selenocosmia insulana
Selenocosmia insulana är en spindelart som beskrevs av Hirst 1909. Selenocosmia insulana ingår i släktet Selenocosmia och familjen fågelspindlar.
Artens utbredningsområde är Sulawesi. Inga underarter finns listade i Catalogue of Life.